# Plymouth (Iowa)
Plymouth es una ciudad ubicada en el condado de Cerro Gordo en el estado estadounidense de Iowa. En el Censo de 2010 tenía una población de 382 habitantes y una densidad poblacional de 337,51 personas por km².

## Geografía
Plymouth se encuentra ubicada en las coordenadas 43°14′47″N 93°7′24″O / 43.24639, -93.12333. Según la Oficina del Censo de los Estados Unidos, Plymouth tiene una superficie total de 1.13 km², de la cual 1.13 km² corresponden a tierra firme y (0%) 0 km² es agua.

## Demografía
Según el censo de 2010, había 382 personas residiendo en Plymouth. La densidad de población era de 337,51 hab./km². De los 382 habitantes, Plymouth estaba compuesto por el 97.38% blancos, el 0.52% eran afroamericanos, el 0.26% eran amerindios, el 0.26% eran asiáticos, el 0.26% eran isleños del Pacífico, el 0% eran de otras razas y el 1.31% pertenecían a dos o más razas. Del total de la población el 2.36% eran hispanos o latinos de cualquier raza.